# إلياس نخلة
إلياس نخلة (بالعبرية: אליאס נח'לה‏) (1913 ـ 6 سبتمبر 1990) هو سياسي عربي إسرائيلي، كان عضوًا في الكنيست الإسرائيلي بين عامي 1959 و1974.